# Białe (Podlachie)
Pour les articles homonymes, voir Białe.
Białe est un village polonais du district administratif de Suwałki, dans le powiat de Suwałki, voïvodie de Podlachie, au Nord-Est du pays. Il est situé à environ 9 km à l'Ouest de Suwałki et à 109 km au Nord de la capitale régionale Białystok.